# Seznam rozhleden ve Středočeském kraji
Seznam rozhleden ve Středočeském kraji představuje výčet rozhleden a vyhlídkových věží, které se nacházejí ve Středočeském kraji.
Vzhledem k nejednoznačné definici rozhleden a stále přibývajícím stavbám tohoto druhu je pravděpodobné, že seznam nebude úplný.

## Seznam
| Název                   | Obrázek | Galerie                                                                | Výška [m] | Okres          | Kóta [m n. m.] | Geosouřanice                     | Stručný popis | Stav                                                     |
| ----------------------- | ------- | ---------------------------------------------------------------------- | --- | -------------- | -------------- | -------------------------------- | --- | -------------------------------------------------------- |
| Babka                   |         | Kategorie „Babka (rozhledna)“ na Wikimedia Commons                     | 27,4 | Kutná Hora     | 450            | 49°45′31″ s. š., 15°5′54″ v. d.  | Dřevěná rozhledna s ocelovými prvky na návrší Mezi cestami cca 2 km severně od Zruče nad Sázavou.                                                                                                | Volně přístupná                                          |
| Bedřichova vyhlídka     |         |                                                                        | 14 | Kolín          | 279            | 50°2′42″ s. š., 15°8′13″ v. d.   | Dřevěná rozhledna s kovovým schodištěm jihozápadně obce Nová Ves I u památníku bitvy u Kolína 1757.                                                                                              | Volně přístupná                                          |
| Bohdanka                |         | Kategorie „Bohdanka“ na Wikimedia Commons                              | 52 | Kutná Hora     | 498            | 49°47′0″ s. š., 15°13′53″ v. d.  | Dřevěná rozhledna stojí na mírném návrší cca 1 km severovýchodně od Bohdanče. | Sezónně přístupná                                        |
| Březina                 |         |                                                                        | 45 | Kutná Hora     | 555            | 49°51′42″ s. š., 15°7′19″ v. d.  | Radiokomunikační stožár s vyhlídkovou plošinou ve výšce 23 metrů nad zemí stojí na vrchu Březina cca 200 metrů od Žandova.                                                                       | Přístupná                                                |
| Čížovka                 |         | Kategorie „Čížovka (rozhledna)“ na Wikimedia Commons                   | 39,4 | Mladá Boleslav |                | 50°28′57″ s. š., 15°5′9″ v. d.   | Dřevěné sloupy, ocelová konstrukce, kamenná základna, jižně od obce při silnici na Malobratřice                                                                                                  | Zkušební provoz víkendy a svátky od 9:30 do 16:00        |
| Děd                     |         | Kategorie „Rozhledna Děd u Berouna“ na Wikimedia Commons               | 12 | Beroun         | 492            | 49°58′1″ s. š., 14°2′4″ v. d.    | Cihlová rozhledna na stejnojmenném vrchu stojí 4 kilometry severozápadně od Berouna. | Volně přístupná                                          |
| Drahoušek               |         | Kategorie „Drahoušek“ na Wikimedia Commons                             | 48 | Příbram        | 501            | 49°41′56″ s. š., 14°27′22″ v. d. | Ocelový vysílač mobilního operátora s rozhlednou stojí na stejnojmenném vrchu 2 kilometry východně od obce Osečany.                                                                              | Volně přístupná                                          |
| Drtinova rozhledna      |         | Kategorie „Drtina's lookout tower“ na Wikimedia Commons                | 24,6 | Příbram        | 496            | 49°45′52″ s. š., 14°22′35″ v. d. | Dřevěná rozhledna na vrchu Besedná, k.ú. Křeničná u obce Chotilsko. | Volně přístupná od dubna do října                        |
| Kadlín                  |         | Kategorie „Rozhledna Hradiště (Kadlín)“ na Wikimedia Commons           | 19 | Mělník         | 314            | 49°58′15″ s. š., 15°17′6″ v. d.  | Dřevěná rozhledna na kamenném podstavci na vrchu Hradiště stojí u Kadlína. | Sezónně přístupná                                        |
| Kaňk                    |         | Kategorie „Kaňk (rozhledna)“ na Wikimedia Commons                      | 30 | Kutná Hora     | 324            | 50°23′44″ s. š., 14°42′24″ v. d. | Zděná rozhledna na vrchu Kaňk 2 km severně Kutné Hory | Přístupná denně                                          |
| Korunka                 |         | Kategorie „Rozhledna Korunka“ na Wikimedia Commons                     | 30 | Praha-západ    | 467            | 49°54′57″ s. š., 14°17′53″ v. d. | Ocelová, ukloněná, rotačně hyperboloidní rozhledna Korunka stojí od roku 2022 na vrcholu příkrého zalesněného kopce Červená hlína nad řekou Berounkou na severním okraji obce Černolice v Brdech | Přístupná od března do listopadu                         |
| Kostelní Hlavno         |         |                                                                        | 11 | Praha-východ   | 215            | 50°15′42″ s. š., 14°42′11″ v. d. | Ocelová rozhledna, která původně sloužila jako vojenská strážní věž, stojí na návrší na severním okraji obce Kostelní Hlavno.                                                                    | Přístupná                                                |
| Kožová hora             |         | Kategorie „Kožova hora“ na Wikimedia Commons                           | 35 | Kladno         | 456            | 50°6′49″ s. š., 14°6′13″ v. d.   | Cihlová rozhledna s restaurací a hotelem stojí na stejnojmenném vrchu cca 4 km jižně od centra Kladna.                                                                                           | Přístupná                                                |
| Kuníček                 |         | Kategorie „Kuníček observation tower“ na Wikimedia Commons             | 60 | Příbram        | 550            | 49°33′51″ s. š., 14°18′48″ v. d. | Ocelová rozhledna s kamennou podstavou sloužící také jako vysílač mobilních operátorů stojí na východním úpatí kopce Hodětín u vsi Kuníček.                                                      | Přístupná                                                |
| Ládví                   |         | Kategorie „Observation tower Ládví-Vlková“ na Wikimedia Commons        | 45 | Praha-východ   | 488            | 49°53′13″ s. š., 14°36′45″ v. d. | Ocelový stožár mobilního operátora s rozhlednou stojí na úpatí kopce Vlková mezi osadami Ládví a Ládeves u Kamenice.                                                                             | Přístupná                                                |
| Lhotka u Berouna        |         | Kategorie „Observation tower in Lhotka u Berouna“ na Wikimedia Commons | 60 | Beroun         | 462            | 49°59′46″ s. š., 14°6′26″ v. d.  | Ocelový vysílač mobilního operátora sloužící rovněž jako rozhledna stojí na bezejmenné kótě asi 1 km východně od osady Lhotka u Berouna.                                                         | Nepřístupná                                              |
| Líský                   |         | Kategorie „Rozhledna Líský“ na Wikimedia Commons                       | 35 | Kladno         | 360            | 50°14′51″ s. š., 13°55′20″ v. d. | Ocelová rozhledna stojí na mírném návrší nad obcí Líský. | Sezónně přístupná                                        |
| Mackova hora            |         | Kategorie „Rozhledna Mackova hora“ na Wikimedia Commons                | 36 | Rakovník       | 482            | 50°9′27″ s. š., 13°52′50″ v. d.  | Ocelová rozhledna sloužící jako vysílač mobilního operátora stojí na stejnojmenném hoře cca 1 km západně od Nového Strašecí.                                                                     | Sezónně přístupná                                        |
| Maják                   |         |                                                                        | & Chyba ve výrazu: Neočekávaný operátor / Chyba ve výrazu: Neočekávaný operátor / Chyba ve výrazu: Neočekávaný operátor / Chyba ve výrazu: Neočekávaný operátor / Chyba ve výrazu: Neočekávaný operátor / Chyba ve výrazu: Neočekávaný operátor / Chyba ve výrazu: Neočekávaný operátor / Chyba ve výrazu: Neočekávaný operátor / Chyba ve výrazu: Neočekávaný operátor / Chyba ve výrazu: Neočekávaný operátor / Chyba ve výrazu: Neočekávaný operátor / Chyba ve výrazu: Neočekávaný operátor / Chyba ve výrazu: Neočekávaný operátor / Chyba ve výrazu: Neočekávaný operátor / Chyba ve výrazu: Neočekávaný operátor / -1.0000-0 | Kolín          | 194            | 50°1′52″ s. š., 15°11′50″ v. d.  | Ocelová rozhledna s dřeněnými prvky na Kmochově ostrově v Kolíně | Volně přístupná                                          |
| Máminka                 |         | Kategorie „Máminka“ na Wikimedia Commons                               | 33 | Beroun         | 609            | 49°57′48″ s. š., 13°55′47″ v. d. | Dřevěná rozhledna s ocelovými prvky na kótě Krušná hora západně od Hudlic. | Volně přístupná                                          |
| Mandava                 |         |                                                                        | 12 | Praha-východ   | 480            | 49°55′35″ s. š., 14°34′14″ v. d. | Betonový památník sloužící rovněž jako rozhledna stojí na stejnojmenném vrchu u obce Sulice. | Sezónně přístupná                                        |
| Městská hora            |         | Kategorie „Městská hora (Beroun)“ na Wikimedia Commons                 | 13 | Beroun         | 290            | 49°57′46″ s. š., 14°3′55″ v. d.  | Betonová rozhledna na stejnojmenném vrchu stojí západně od centra Berouna. | Volně přístupná                                          |
| Milada                  |         | Kategorie „Milada (observation tower)“ na Wikimedia Commons            | 30 | Příbram        |                | 49°36′24″ s. š., 14°11′55″ v. d. | Dřevěná s ocelovými prvky | Vstup zpoplatněn                                         |
| Neštětická hora         |         |                                                                        | 16 | Benešov        | 536            | 49°46′9″ s. š., 14°34′6″ v. d.   | Betonová rozhledna s památníkem stojí na stejnojmenné hoře cca 5 km severovýchodně od Neveklova.                                                                                                 | Volně přístupná                                          |
| Orlov                   |         |                                                                        | 5 | Příbram        | 653            | 49°41′10″ s. š., 13°56′44″ v. d. | Dřevěná rozhledna se nachází v lokalitě Výsluní na východním úpatí vrchu Třemošná nad osadou Orlov.                                                                                              | Volně přístupná                                          |
| Park Květoslavy Šátkové |         |                                                                        | | Kolín          |                | 50°4′12″ s. š., 15°3′45″ v. d.   | Dřevěná rozhledna v areálu Parku Květoslavy Šátkové v Cerhenicích. | Volně přístupná                                          |
| Pepř                    |         | Kategorie „Pepř observation tower)“ na Wikimedia Commons               | 31 | Praha-západ    | 449            | 49°53′14″ s. š., 14°29′0″ v. d.  | Ocelová rozhledna, která slouží i jako stožár mobilních operátorů, se nachází na stejnojmenném kopci cca 1 km jihozápadně od Jílového u Prahy.                                                   | Volně přístupná                                          |
| Petrovice II            |         |                                                                        | 45 | Kutná Hora     | 475            | 49°48′51″ s. š., 15°3′35″ v. d.  | Ocelová rozhledna, která slouží i jako stožár mobilních operátorů, stojí na návrší asi 0,5 km severně od obce Petrovice II.                                                                      | Přístupná                                                |
| Polní Chrčice           |         |                                                                        | 8 | Kolín          | 249            | 50°6′50″ s. š., 15°17′54″ v. d.  | Dřevěná rozhledna s ocelovými prvky na úbočí kóty Stráň (265 m n. m.) severně od Polní Chrčice.                                                                                                  | Volně přístupná                                          |
| Romanka                 |         | Kategorie „Romanka“ na Wikimedia Commons                               | 50 | Nymburk        | 205            | 50°15′13″ s. š., 15°5′4″ v. d.   | Ocelová rozhledna s dřevěnými prvky sloužící jako vysílač mobilních operátorů stojí asi 500 metrů severozápadně od obce Hrubý Jeseník.                                                           | Sezónně přístupná                                        |
| Rožmitál pod Třemšínem  |         | Kategorie „Rozhledna Rožmitál pod Třemšínem“ na Wikimedia Commons      | 12 | Příbram        | 520            | 49°36′5″ s. š., 13°51′53″ v. d.  | Zděná rozhledna stojí na hrázi rybníka Kuchyňka v Rožmitále pod Třemšínem. | Přístupná                                                |
| Senecká hora            |         | Kategorie „Rozhledna_na_Senecké_hoře“ na Wikimedia Commons             | 21,6 | Rakovník       | 506            | 50°3′34″ s. š., 13°43′31″ v. d.  | Kombinace beton, dřevo, ocel na kótě Senecká hora severozápadně od Pavlíkova. | Duben–říjen 9–18 hod.                                    |
| Skalka                  |         | Kategorie „Skalka observation tower“ na Wikimedia Commons              | 25 | Praha-východ   | 435            | 49°59′23″ s. š., 14°46′59″ v. d. | Dřevěná rozhledna s ocelovými prvky na stejnojmenném návrší asi 200 m severně od obce Vyžlovka.                                                                                                  | Přístupná                                                |
| Slavín                  |         | Kategorie „Castle Slavín“ na Wikimedia Commons                         | 30 | Mělník         | 246            | 50°26′44″ s. š., 14°28′36″ v. d. | Kamenná věž zámku Slavín stojí na návrší nad obcí Tupadly. | Nepřístupná                                              |
| Studený vrch            |         | Kategorie „Rozhledna na Studeném vrchu“ na Wikimedia Commons           | 18 | Příbram        | 661            | 49°48′18″ s. š., 14°5′0″ v. d.   | Kamenná rozhledna se nachází na Studeném vrchu (někdy nazýván Baba) 3 km jihovýchodně od obce Hostomice.                                                                                         | Přístupná                                                |
| Špulka                  |         | Kategorie „Rozhledna Špulka“ na Wikimedia Commons                      | 37,6 | Benešov        | 533            | 49°47′36″ s. š., 14°49′33″ v. d. | Ocelová se středovým tubusem a točitým schodištěm, obloženo dřevem na kótě Březák u osady Lbosín u Divišova.                                                                                     | volně přístupná                                          |
| Tobiášův vrch           |         | Kategorie „Rozhledna Tobiášův vrch“ na Wikimedia Commons               | 48 | Rakovník       | 484            | 50°7′56″ s. š., 13°29′44″ v. d.  | Ocelový stožár mobilních operátorů sloužící také jako rozhledna stojí na stejnojmenném vrchu nedaleko Jesenice.                                                                                  | Sezónně přístupná                                        |
| Třenická hora           |         | Kategorie „Třenická hora observation tower“ na Wikimedia Commons       | 30 | Beroun         | 470            | 49°51′16″ s. š., 13°49′23″ v. d. | Ocelový vysílač mobilního operátora sloužící též jako rozhledna stojí na východním úpatí Třenické hory v lokalitě nazvané „V hoře“ mezi Cerhovicemi a Třenicemi.                                 | Volně přístupná                                          |
| Velká Buková            |         | Kategorie „Rozhledna Velká Buková“ na Wikimedia Commons                | 14 | Rakovník       | 445            | 50°1′57″ s. š., 13°50′15″ v. d.  | Dřevěná rozhledna s kovovým a kamenným schodištěm stojí na západním okraji obce Velká Buková. | Sezónně přístupná                                        |
| Velký Blaník            |         | Kategorie „Rozhledna Velký Blaník“ na Wikimedia Commons                | 28 | Benešov        | 638            | 49°38′31″ s. š., 14°52′24″ v. d. | Dřevěná rozhledna na bájné hoře Blaník stojí u Louňovic pod Blaníkem. | Přístupná                                                |
| Veselov u Družce        |         | Kategorie „Rozhledna Veselov“ na Wikimedia Commons                     | 12,3 | Kladno         | 429            | 50°6′17″ s. š., 14°3′26″ v. d.   | Dřevěná rozhledna na návrší Veselov východně obce Družec. | Volně přístupná                                          |
| Veselý kopec            |         | Kategorie „Veselý kopec (Mokrsko)“ na Wikimedia Commons                | 42 | Příbram        | 489            | 49°44′41″ s. š., 14°20′36″ v. d. | Ocelový vysílač mobilního operátora sloužící rovněž jako rozhledna stojí na stejnojmenném kopci u obce Mokrsko.                                                                                  | Přístup za poplatek                                      |
| Vinice                  |         | Kategorie „Vinice observation tower“ na Wikimedia Commons              | 31,2 | Praha-východ   | 286            | 50°4′40″ s. š., 14°43′50″ v. d.  | Ocelový vysílač mobilních operátorů stojí severovýchodně od centra Úval. | Přístupná                                                |
| Vlková                  |         |                                                                        | 15 | Praha-východ   | 521            | 49°53′6″ s. š., 14°36′11″ v. d.  | Dřevěný lovecký pavilon s rozhlednou na vrchu Vlková stojí asi 4 km jihovýchodně od Kamenice. | Nepřístupná                                              |
| Vodárna Kolín           |         | Kategorie „Water tower in Kolín“ na Wikimedia Commons                  | 45 | Kolín          | 240            | 50°1′42″ s. š., 15°10′48″ v. d.  | Bývalá vodárenská věž (1928-1930) v ulici Míru, Kolín | Přístupná (otvírací doba na http://www.vodarnakolin.cz/) |
| Vojna                   |         |                                                                        | | Příbram        |                | 49°38′22″ s. š., 14°0′7″ v. d.   | Betonová rozhledna se nachází v areálu Památníku Vojna v bývalém pracovním táboře u obce Lešetice.                                                                                               | Přístup za poplatek                                      |
| Votočnice               |         |                                                                        | 4 | Benešov        | 295            | 49°52′57″ s. š., 14°54′15″ v. d. | Dřevěná vyhlídka na trase naučné stezky Votočnice stojí asi 1 km severně od centra města Sázava.                                                                                                 | Volně přístupná                                          |
| Vrátenská hora          |         | Kategorie „Vrátenská hora (observation tower)“ na Wikimedia Commons    | 42 | Mělník         | 498            | 50°28′37″ s. š., 14°39′6″ v. d.  | Ocelový vysílač mobilního operátora sloužící rovněž jako rozhledna stojí na stejnojmenné hoře nad osadou Libovice.                                                                               | Přístupná                                                |
| Vrchbělá                |         |                                                                        | 26,5 | Mladá Boleslav | 330            | 50°31′42″ s. š., 14°45′49″ v. d. | Dřevěná rozhledna s ocelovými prvky v in-line parku Vrchbělá sz. Bělé pod Bezdězem. | Přístupná                                                |
| Vrškamýk                |         |                                                                        | 11 | Příbram        | 330            | 49°38′25″ s. š., 14°14′34″ v. d. | Dřevěná vyhlídková věž v odpočinkovém areálu u zříceniny hradu Vrškamýk asi 2 km západně od Kamýku nad Vltavou.                                                                                  | Přístupná                                                |
| Vysoká                  |         | Kategorie „Vysoká (rozhledna)“ na Wikimedia Commons                    | 32 | Kutná Hora     | 470            | 49°56′33″ s. š., 15°11′23″ v. d. | Ocelový vysílač mobilního operátora sloužící rovněž jako rozhledna stojí na stejnojmenném kopci cca 1 km západně od obce Miskovice.                                                              | Přístupná                                                |
| Vysoký vrch             |         |                                                                        | 8 | Kladno         | 486            | 50°3′29″ s. š., 14°3′54″ v. d.   | Dřevěná rozhledna na stejnojmenném vrchu stojí cca 2 km západně od Malých Kyšic. | Volně přístupná                                          |
| Zvonička                |         | Kategorie „Rozhledna Zvonička“ na Wikimedia Commons                    | 8 | Beroun         | 350            | 49°52′12″ s. š., 13°57′29″ v. d. | Dřevěná trámová rozhledna stojí necelý kilometr východně od obce Otmíče v areálu vinařství Johanka.                                                                                              | Přístupná                                                |